# Olha Kosztyantinyivna Kurilenko
Olha Kosztyantinyivna Kurilenko, angolosan: Olga Kurylenko (ukránul: Ольга Костянтинівна Куриленко; Bergyanszk, 1979. november 14. –) ukrán modell és színésznő.
Legismertebb alakítása a 22. James Bond-filmben, A Quantum csendjében játszott Bond-lány szerepe.

## Fiatalkora
A Zaporizzsjai területen található Bergyanszk városában született. Hároméves volt, amikor szülei elváltak, és apja, Kosztantyin Kurilenko elhagyta a családot. A festészetet tanító anyja, Marina Aljabiseva, és nagyanyja, Rajisza nevelte.

## Pályafutása
Tizenhárom évesen Moszkvában véletlenül fedezte fel egy modellügynök. Kezdetben anyja ellenezte ugyan a modellkedést, Olha mégis látogatni kezdett egy moszkvai modelltanfolyamot. Közben művészetet és nyelvet tanult, valamint zongora- és táncleckéket vett. 1995-ben Párizsba utazott, ahol egy hat hónapos nyelvtanfolyamon vett részt. 1996-ban, 16 évesen kötött szerződést vele a párizsi Madison modellügynökség. 18 évesen már szerepelt a Vogue és az Elle divatmagazinok címlapján.
Filmes karrierje 2005-ben kezdődött Franciaországban, amikor a L’Annulaire című francia filmben Iris szerepét játszhatta el. 2006-ban már díjat kapott a Brooklyn Nemzetközi Filmfesztiválon. Legismertebb eddigi filmszerepe a 22. James Bond-filmben nyújtott alakítása. A 2008-as A Quantum csendje című filmben egy Bond-lány, Camilla szerepét játszotta. Ezt követően egy kínai üzletember magánbefektetéséből készült alkotás, A mélység birodalmai című fantasyfilm főszerepére szerződtették 2010-ben. A filmet – szinte komédiává fajuló katasztrofális készítési körülményei és egyéb hercehurcák miatt – soha nem mutatták be. 2012-ben a To the Wonder, 2013-ban a Feledés című filmben szerepelt. 2014-ben feltűnt a November Man című filmben. 2021-ben A francia őrszem egyik szereplője volt, még ebben az évben a Fekete Özvegy című szuperhősfilmben is játszott.

## Magánélete
2001-ben francia állampolgár lett. 2000-ben összeházasodott Cedric Van Mol francia divatfotóssal, de négy évvel később elváltak. 2006-ban az amerikai Damian Gabriel Neufeld üzletemberrel kötött házasságot, de 2007 végén újra elvált. Modellkarrierje miatt 2009-ben Londonba költözött. Van egy fia Max Benitz írótól.

## Filmográfia

### Film
| Év   | Magyar cím                          | Eredeti cím                        | Szerep                         | Magyar hang        |
| ---- | ----------------------------------- | ---------------------------------- | ------------------------------ | ------------------ |
| 2005 |                                     | L'Annulaire                        | Iris                           |                    |
| 2006 | Párizs, szeretlek!                  | Paris, je t'aime                   | A Vámpír                       |                    |
| 2006 | A kígyó                             | The Serpent                        | Sofia                          | Koncz-Kiss Anikó   |
| 2007 | Hitman – A bérgyilkos               | Hitman                             | Nika Boronina                  | Pikali Gerda       |
| 2008 |                                     | À l'est de moi                     | orosz prostituált              |                    |
| 2008 | Max Payne – Egyszemélyes háború     | Max Payne                          | Natasha Sax                    | Pikali Gerda       |
| 2008 | A Quantum csendje                   | Quantum of Solace                  | Camille Montes                 | Pikali Gerda       |
| 2009 |                                     | Kirot (The Assassin Next Door)     | Galia                          |                    |
| 2010 | A kilencedik légió                  | Centurion                          | Etain                          | nem szólal meg     |
| 2011 |                                     | There Be Dragons                   | Ildiko                         |                    |
| 2011 |                                     | Land of Oblivion                   | Anya                           |                    |
| 2012 | Likvidálva                          | Erased                             | Anna Brandt                    | Pikali Gerda       |
| 2012 |                                     | To the Wonder                      | Marina                         |                    |
| 2012 | A hét pszichopata és a si-cu        | Seven Psychopaths                  | Angela                         | Bánfalvi Eszter    |
| 2013 | Feledés                             | Oblivion                           | Julia Rusakova Harper          | Pikali Gerda       |
| 2014 | Vámpírakadémia                      | Vampire Academy                    | Ellen Kirova                   | Ősi Ildikó         |
| 2014 | November Man                        | The November Man                   | Alice Fournier / Mira Filipova | Pikali Gerda       |
| 2014 | Akihez beszél a föld                | The Water Diviner                  | Ayshe                          | Kisfalvi Krisztina |
| 2015 | Egy tökéletes nap                   | A Perfect Day                      | Katya                          | Pikali Gerda       |
| 2015 | Momentum                            | Momentum                           | Alex Farraday                  | Pikali Gerda       |
| 2016 |                                     | The Correspondence                 | Amy                            |                    |
| 2017 | Sztálin halála                      | The Death of Stalin                | Maria Yudina                   | Pikali Gerda       |
| 2017 | Rocker a pácban                     | Gun Shy                            | Sheila                         | Pikali Gerda       |
| 2018 | Egy lélegzetnyire                   | Just a Breath Away (Dans la brume) | Anna                           | Trokán Nóra        |
| 2018 | Az ember, aki megölte Don Quixote-t | The Man Who Killed Don Quixote     | Jacqui                         | Szinetár Dóra      |
| 2018 | Amikor lehunyod a szemed            | Mara                               | Kate Fuller                    | Pikali Gerda       |
| 2018 | Johnny English újra lecsap          | Johnny English Strikes Again       | Ophelia                        | Pikali Gerda       |
| 2018 | Párizs császára                     | The Emperor of Paris               | A Bárónő                       | Pikali Gerda       |
| 2019 |                                     | L'Intervention                     | Jane Anderson                  |                    |
| 2019 | A szoba                             | The Room                           | Kate                           | Pikali Gerda       |
| 2019 | A szoba                             | The Room                           | Kate                           | Sipos Eszter Anna  |
| 2019 | A futár                             | The Courier                        | A futár                        | Nemes Takách Kata  |
| 2019 | Teljes titoktartás                  | The Translators                    | Katerina Anisinova             | Pikali Gerda       |
| 2020 | A csend öblében                     | The Bay of Silence                 | Rosalind                       |                    |
| 2021 | A francia őrszem                    | Sentinelle                         | Klara                          |                    |
| 2021 | Fekete Özvegy                       | Black Widow                        | Antonia Dreykov / Kiképző      | Mentes Júlia       |
| 2022 |                                     | Vanishing                          | Alice                          |                    |
| 2022 | Fehér elefánt                       | White Elephant                     | Vanessa Flynn                  | Pikali Gerda       |
| 2022 | A hercegnő                          | The Princess                       | Kai                            | Pikali Gerda       |
| 2022 | Magas fokon                         | High Heat                          | Ana                            | Pikali Gerda       |
| 2023 | Tyler Rake: A kimenekítés 2.        | Extraction 2                       | Mia                            | Dobó Enikő         |
| 2023 | Boudica: A háború istennője         | Boudica: The Queen of War          | Boudica                        | Pikali Gerda       |
| 2024 | A kiküldetés                        | Chief of Station                   | Krystyna Kowerski              | Pikali Gerda       |
| 2025 | Mennydörgők*                        | Thunderbolts*                      | Antonia Dreykov / kiképző      | Csúz Lívia         |
| TBA  | A mélység birodalmai                | Empires of the Deep                | A sellőkirálynő                |                    |

### Televízió
| Év        | Magyar cím                   | Eredeti cím      | Szerep        | Megjegyzések                            |
| --------- | ---------------------------- | ---------------- | ------------- | --------------------------------------- |
| 2001      | Largo Winch – Az igazságtevő | Largo Winch      | Carole        | 1 epizód                                |
| 2007      | Titkok                       | Suspectes        | Eva Pirès     | 7 epizód                                |
| 2007      |                              | Le porte-bonheur | Sophia        | tévéfilm                                |
| 2010      |                              | Tyranny          | Mina Harud    | - 5 epizód - forgatókönyvíró            |
| 2012–2013 | Bűnös Miami                  | Magic City       | Vera Evans    | - 16 epizód - magyar hangja: Gubás Gabi |
| 2014      |                              | Mission Control  | NASA híradósa | 1 epizód                                |
| 2020      |                              | Romance          | Alice         | 6 epizód                                |
| 2022      | Árulás                       | Treason          | Kara Yusova   | 5 epizód                                |